# Megachile wagenknechti
Megachile wagenknechti är en biart som beskrevs av Ruiz 1936. Megachile wagenknechti ingår i släktet tapetserarbin, och familjen buksamlarbin. Inga underarter finns listade i Catalogue of Life.